# Elektromos Készülékek és Mérőműszerek Gyára

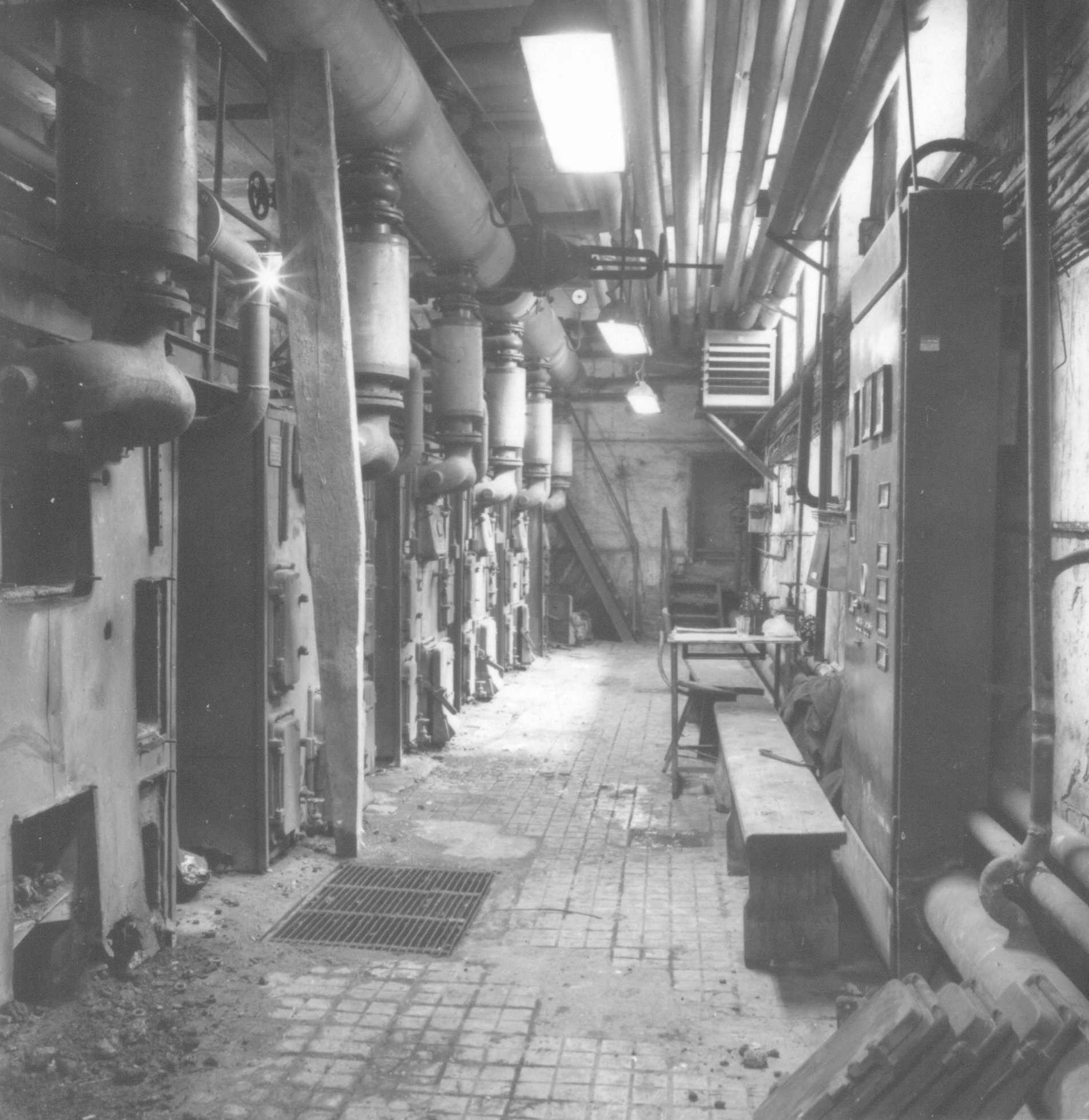
Az EKM kazánháza

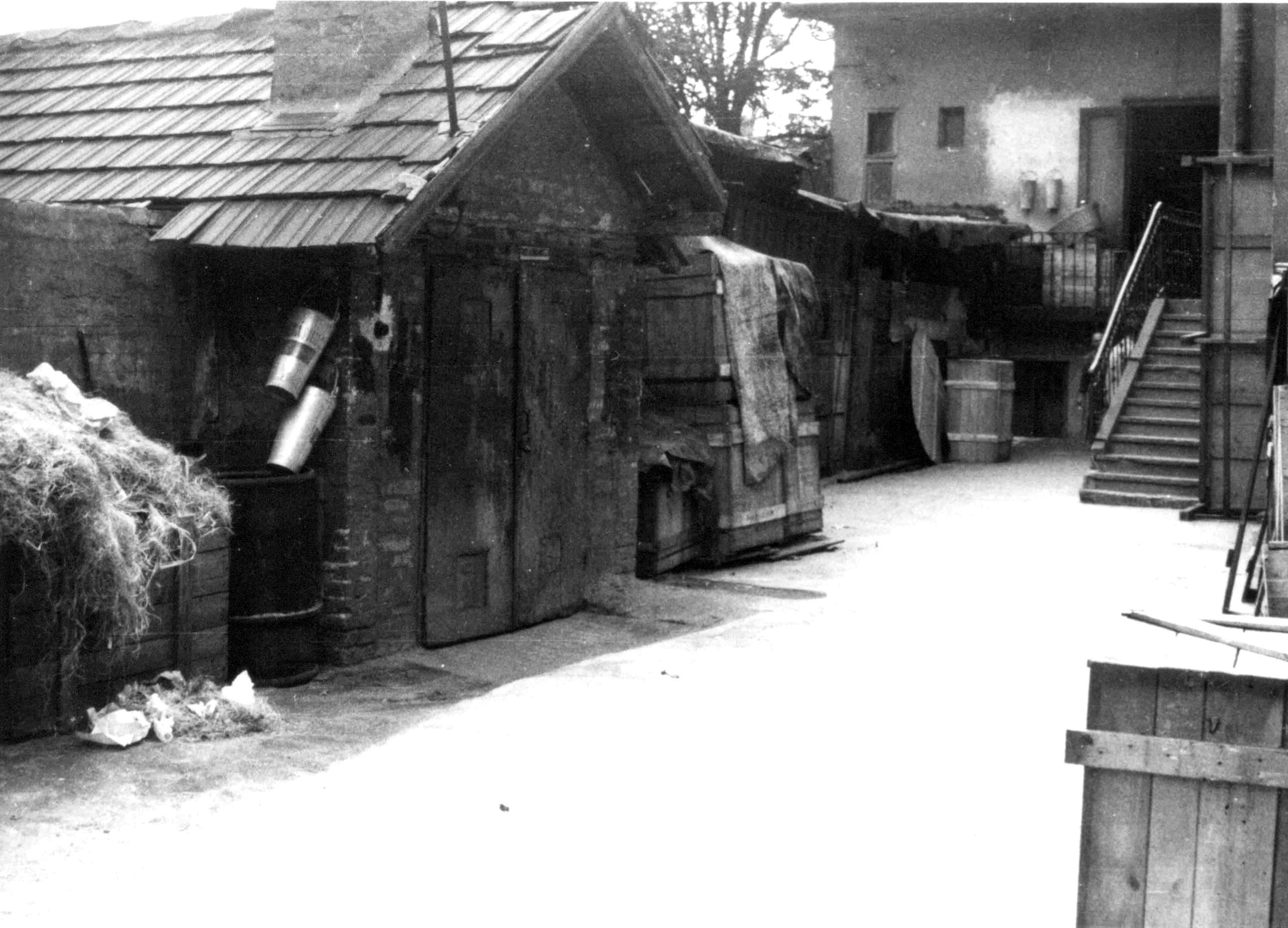
EKM gyárudvar

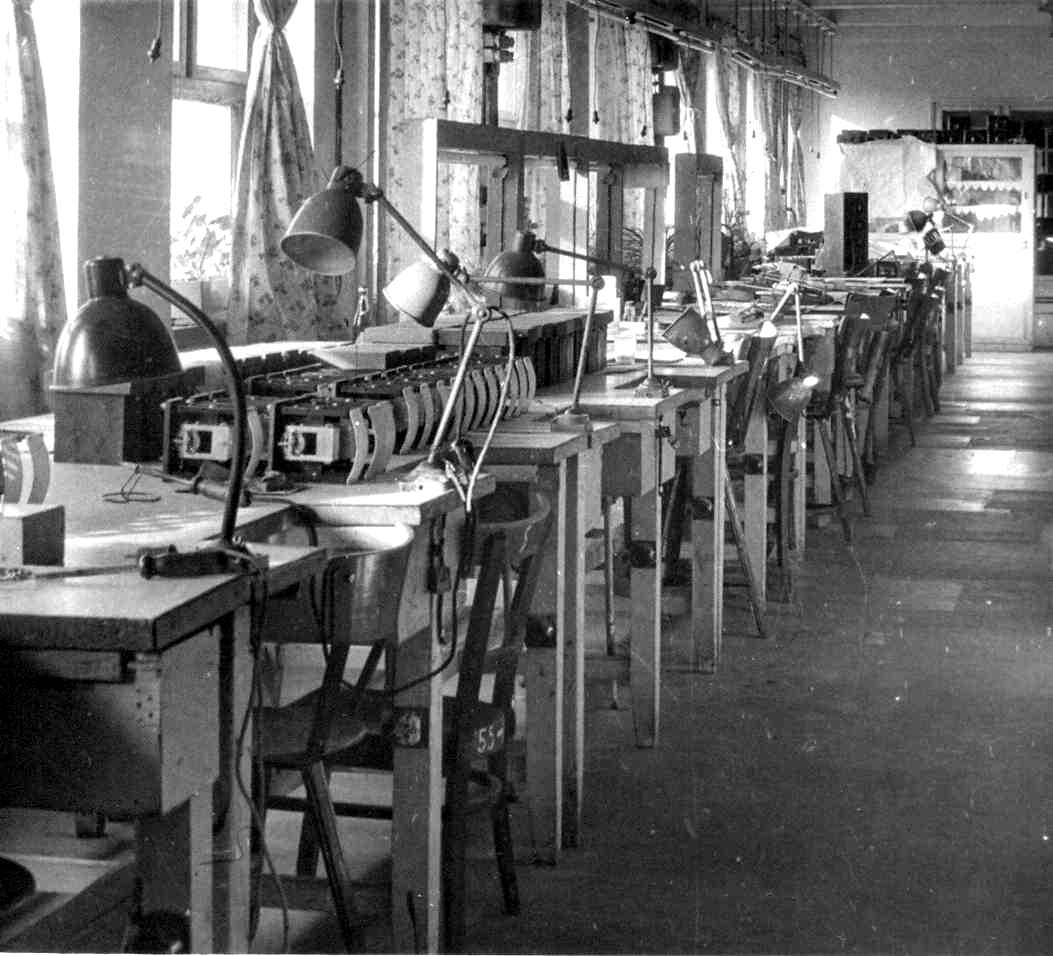
EKM szerelő műhely

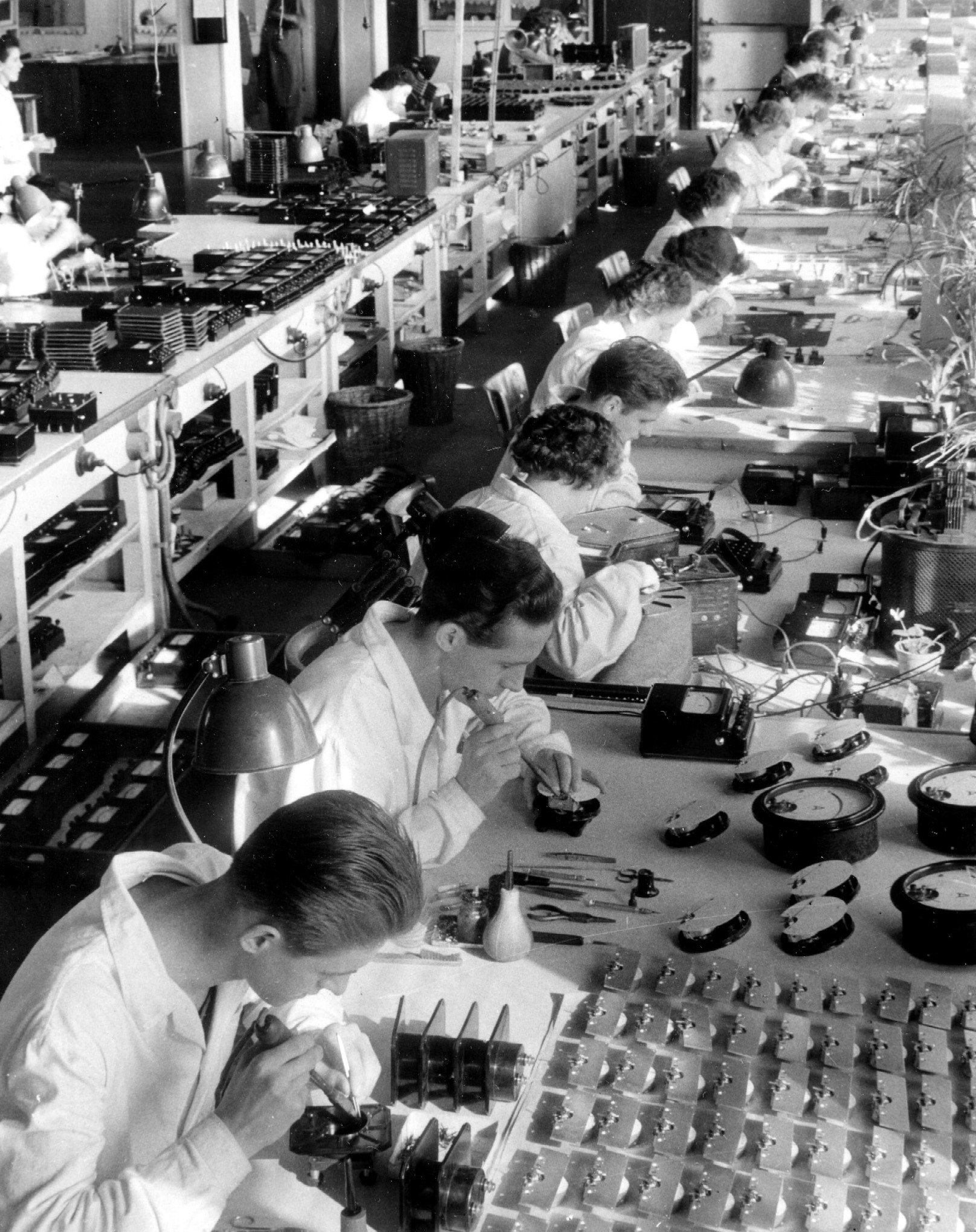
EKM szerelde

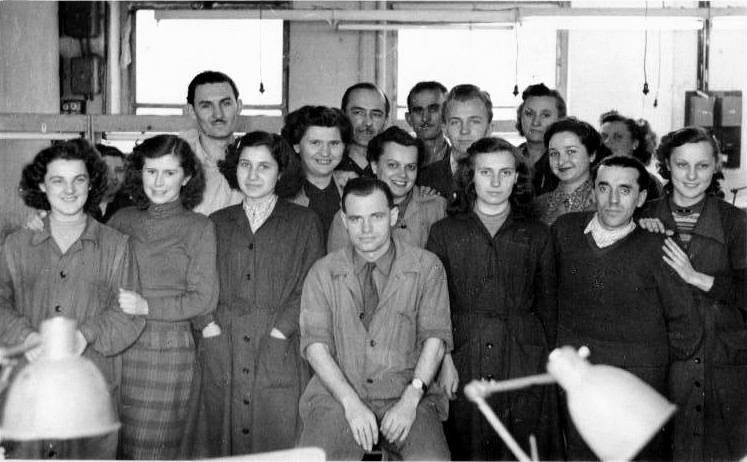
EKM szerelde

A műszeripar gyárai nem kerülhették el az 1949-es évi államosítást. Felmerült annak a szükségessége, hogy a kis létszámú, csekély kapacitású üzemeket egy nagyobb vállalat keretében vonják össze. Ennek során terelődött a figyelem a háború alatt kibővített Fehér féle gyárra. A villamos műszergyártás így Kispestre koncentrálódott. 1949. június 8-án 442 fővel megalakult Kispest legfiatalabb gyára. Az új vállalat az Elektromos Készülékek és Mérőműszerek Gyára nevet kapta 1950. november 23-tól, és a 244/1950 számú minisztertanácsi rendeletével a gyár ingatlanjait bekebelezte az állam javára.
A vállalati összevonás, az új gyártó egység kialakítása elválaszthatatlan Kolos Richárd főmérnök nevétől, aki a Magyar Siemens Művektől került az Elektromos Készülékek és Mérőműszerek Gyára vezetői közé.

## Beruházások
Az EKM gyár állandóan a szűk keresztmetszetek felszámolásával küszködött, különösen a forgácsoló műhelyben. Itt bevezették a 2, majd 3 műszakot. 1950-1953 között csaknem 15 millió forint beruházást hajtottak végre, bár az elvárások ennél nagyobb volumenű beruházást indokoltak volna. A gyár ennek következtében iparági kooperációra és felújításokra kényszerült. Felújították a szerszámműhelyt, forgácsolót. A beruházási mélypont 1955-1956 között csúcsosodott ki. A beruházások az 1950 évnek csak a 4-6%-át érték el.
A Kikészítő üzem építését 1956-ban kezdték meg. A fellendülés 1960-tól indult be. Elkészült az új kazánház, festőműhelyt alakítottak ki. Több köszörűgép, hidraulikus prés, fröccsöntőgép, szikraforgácsoló került beüzemelésre. Az új üzem 1961-re készült el. Ekkor a Kerepesi úti alkatrészgyártó részleget betelepítették. Ennek ellenére megmaradtak a raktározási, és irodaelhelyezési gondok.

## Gyártás kitelepítés
A gyár 1958-tól kezdődő fejlesztésében nagy szerepet játszott a hazai relégyártás beindítása. A gyár az Esztergom városi Tanácstól megkapta a Béke tér 1-11 szám alatti régi kanonoki épületet a benne elhelyezett Szemüveggyárral. Az EKM az épületet átalakította, termelésre alkalmassá tette. 1959 első negyedévében a szerelőrészleg áttelepült, a második negyedévben már az esztergomi gyár maga fedezte alkatrészszükségletének 10-15%-át. Az Esztergomi Műszeripari Művek 1961. január 1-jével alakult meg önálló gyárként.
A relégyártás kitelepítése azonban nem oldotta meg az EKM gyár rohamosan növekvő termelésének gyártóhely igényét.

## Gyártmányfejlesztés
1949-ben, amikor az EKM-ben összevonták az EKA műszergyártó részlegét, az EIC-t, a Fehér-féle gyárat és a Thermovoltot, megindult a harc, kinek a gyártmányait gyártsák, kinek a termékeit fejlesszék tovább. A helyzetet bonyolította, hogy a beolvadt gyárakkal jött gyártmányok rendkívül hasonlóak voltak, nemcsak típusaikra, de méréstartományaikra, műszaki paramétereikre is. Az összevonás után gyártott termékek jelentős része az EKA gyártmányok közül került ki. Kolos Richárd főmérnököt Lánci Zoltán, az EKA alkalmazottja követte. Így az EKA nagyobb sorozatban, könnyebben gyártható termékeit gyártották. Az EKM termékei háttérbe szorultak, de helyet kaptak az IEC műszerek. A gyár új termékprofiljában alapvető szerepet töltöttek be a Thermovolttal jött thermodinamikus hőérzékelő és szabályozó műszerek. Az IEC-től került át a vállalathoz id. Gléria Antal az első fejlesztő mérnök, a Thermovolttól Nagy Pál mérnök, sőt a vállalatnál dolgozott másodállásban Reich Ernő, az EKA főmérnöke is.
Az összevonás révén szükségessé vált a profiltisztítás. (pl. 20 féle lengőtekercses műszer mérőművet gyártottak szinte azonos méretekkel). Ugyanakkor az MMG-től a gyártmányválaszték kiegészítésére átvették a pontírók gyártását.
A régi gyártmányok dokumentációjának elkészítésére, az egységesítésre és egy-egy új termék kifejlesztésére 1953-ban létrejött egy néhány fős gyártmányfejlesztési csoport. 1953-ban átkerült a Siemens műszerek gyártása is. A szervezett fejlesztés 1955-től indult meg. Először a nagy sorozatban gyártott kapcsolótáblába építhető műszerek új típusai kerültek kifejlesztésre. Alapul a DIN méretszabványokat vették. Az 1964-ben bekövetkezett vállalati összevonásig az 1955-ig gyártott műszerválasztékot kb. 90%-ban felfrissítették.

## Technológia
A gyártmányfejlesztés a gazdaságos termelésnek csak az egyik faktorát képezte. Mellette legalább olyan fontos volt a régi kisipari gyártási módszerek felszámolása. A gyár gépparkjának zömét az egykori cégek elhasznált gépparkja alkotta. Lecserélésük hosszú időbe telt.
Az alkatrésztipizálással párhuzamosan került sor a technológiai tipizálásra. A nagyipari gyártási módszerek kialakításában döntő szerephez jutott az 1958-ban megalakult technológiafejlesztési osztály. Létrehozták a technológiai osztály kísérleti műhelyét. Bevezetésre került a fényképezéses skálagyártás, alumínium présöntés, precíziós öntés, porkohászat, mángorlás, szitanyomás, szalaggyártás.

## A centralizáció
1964-ben a Ganz Árammérőgyár N. V., Ganz Közlekedési Mérőműszerek Gyára (KMGY) és az Elektromos Készülékek és Mérőműszerek Gyára (EKM) összevonásával jött létre a Ganz Elektromos Készülékek és Mérőműszerek Gyára, mely 1967-ben felvette a Ganz Műszer Művek nevet. (GMM).

## Galéria

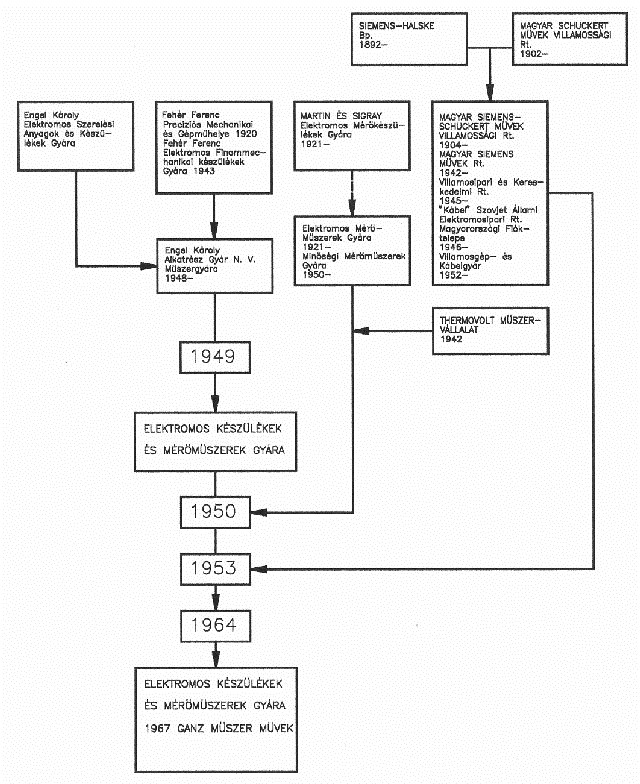
Az Elektromos Készülékek és Mérőműszerek Gyárának létrejötte
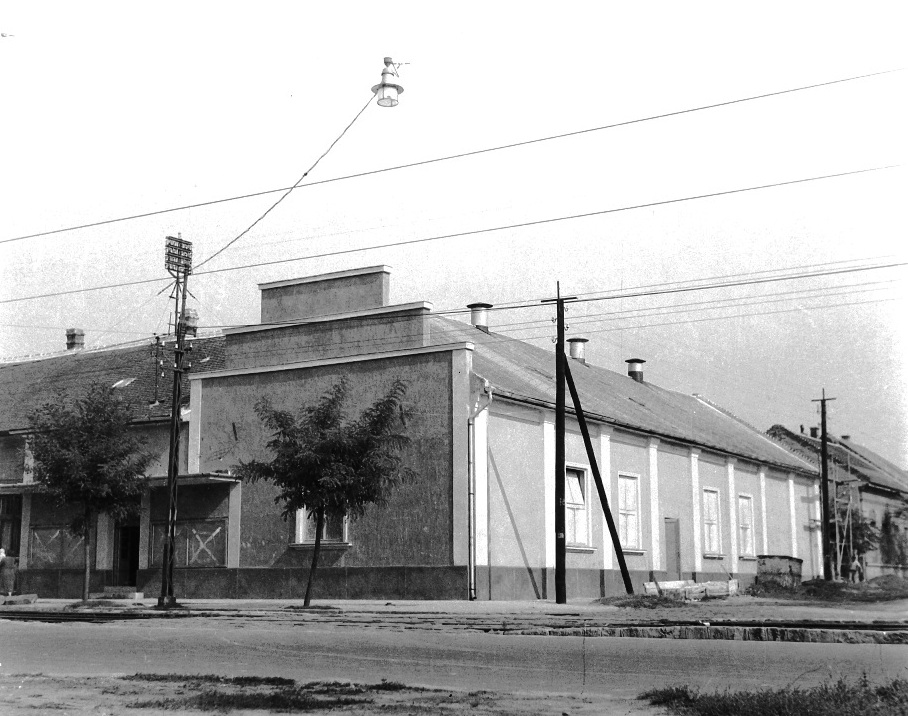
A gyár volt kultúrháza. Időközben lebontásra került a kispesti rekonstrukció során
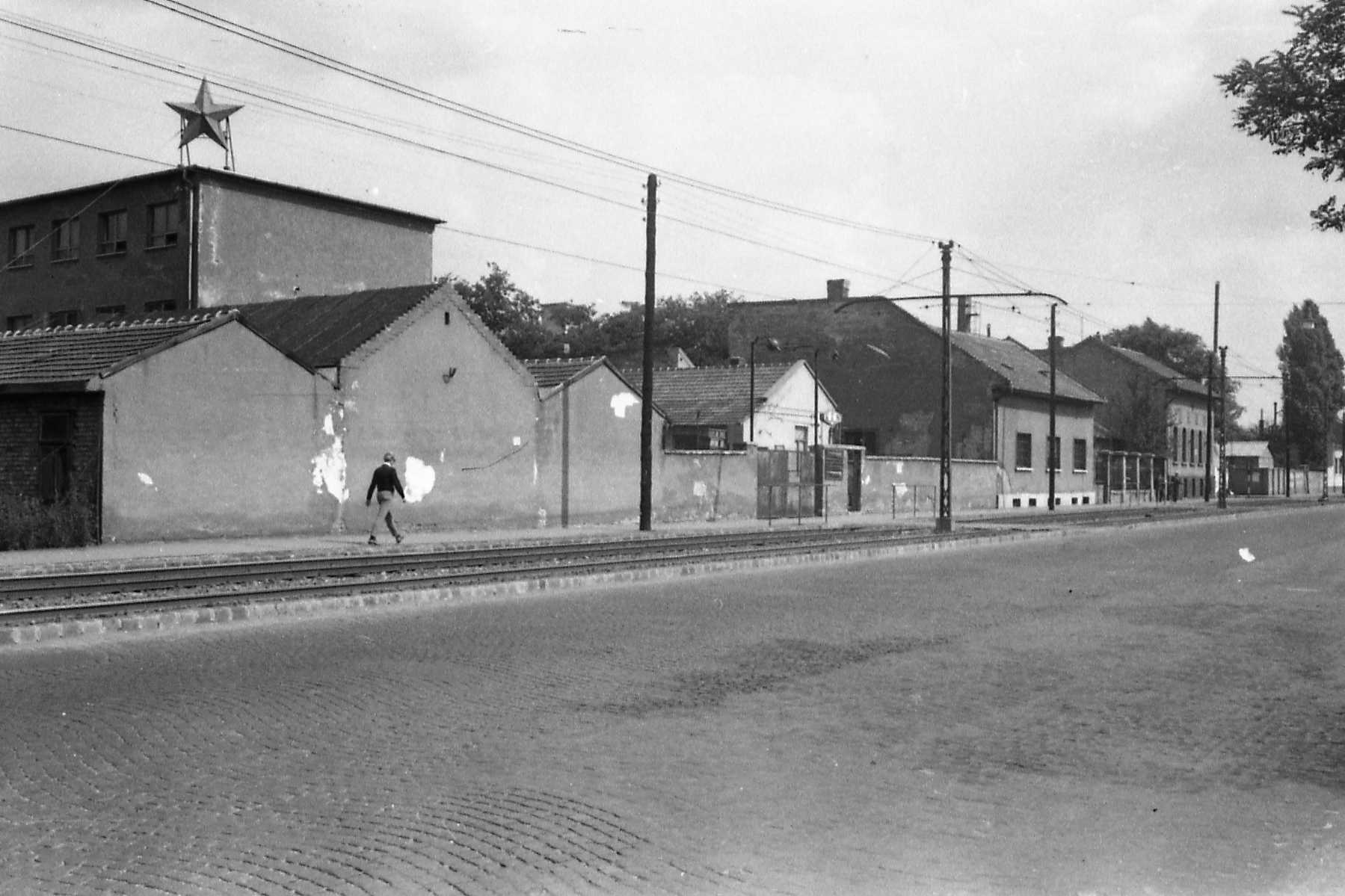
Az EKM gyár az 1960-as években. A kép jobb oldalán a Földváry utca torkolata.
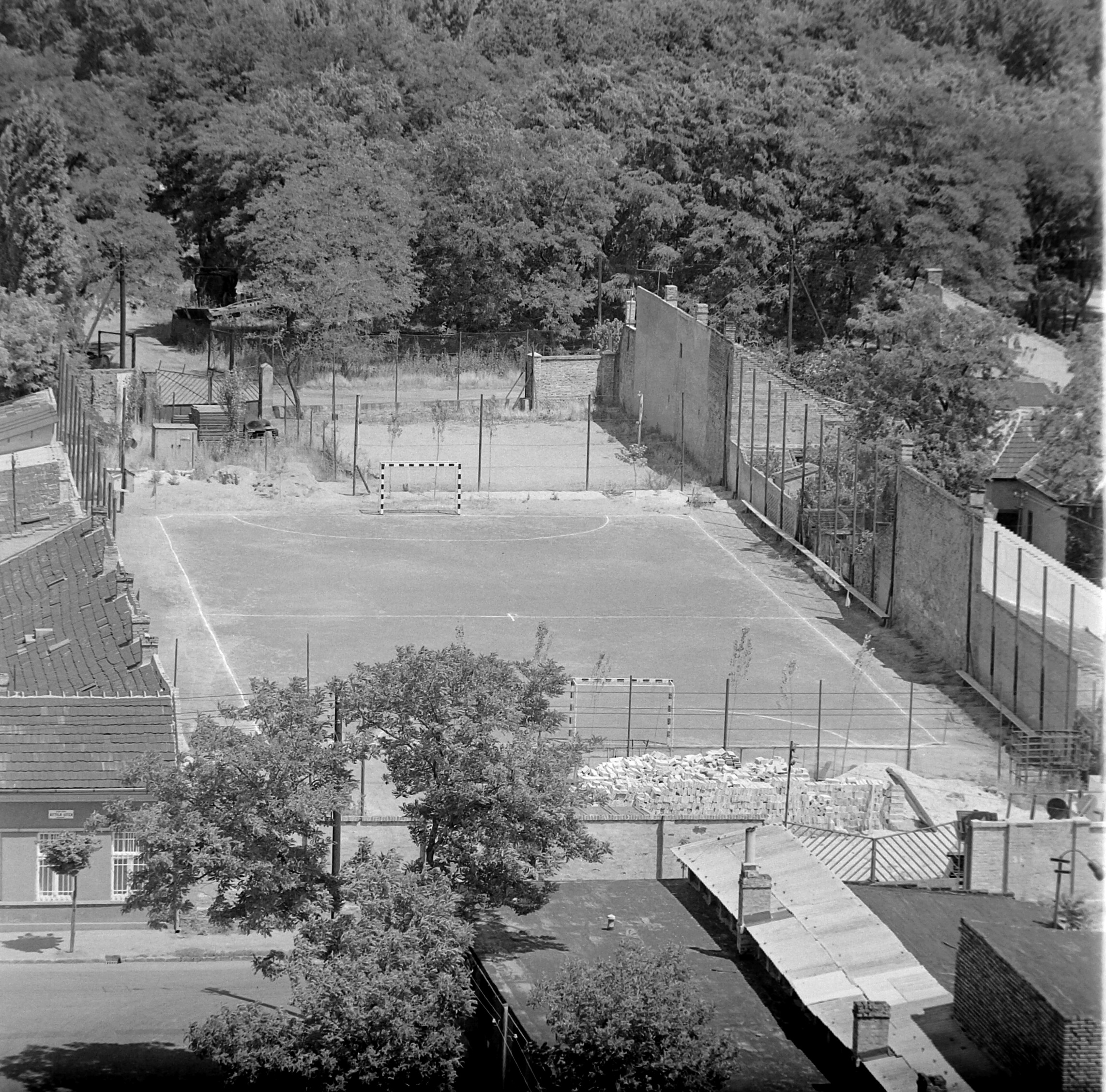
Budapest XIX. Attila utca és Földváry utca sarok. Az EKM gyár sportpályája. Jelenleg autókereskedés.